# Serena Foglia
Serena Fonda Foglia (Trieste, 9 settembre 1925 – Milano, 25 luglio 2010) è stata una scrittrice, sociologa e psicologa italiana.

## Biografia
Dopo due lauree (in scienze politiche a Trieste e in sociologia al Bryn Mawer College negli Stati Uniti), si specializzò in psicologia a Milano e Firenze.
Scrisse due romanzi, Quale Amore e Senza cipria più alcuni saggi tra i quali L'alfabeto delle stelle, Il sogno e le sue voci, Mille e ancora mille, in cui vengono trattati temi astrologici e psicologici.
Era membro del Droit Humain e socia onoraria dell'associazione Libera Uscita per la depenalizzazione dell'eutanasia.
Fondò il premio letterario L'Inedito che ha scoperto autori come Antonio Tabucchi e Giorgio Montefoschi.
Morì il 25 luglio 2010 per le conseguenze di un ictus.

## Opere
- L'alfabeto delle stelle, Milano, Mondadori, 1976, IT\ICCU\NAP\0349308
- Favole Arcane, Milano, Armenia, 1978, IT\ICCU\USM\1302798
- Protagoniste: dodici biografie allo specchio dell'analisi astrologica, Milano, Rusconi, 1980, IT\ICCU\SBL\0628306
- Il libro delle streghe, Milano, Rusconi, 1981
- Scoprire la luna, Milano, Idea libri, 1983, ISBN 88-7082-029-7
- Quale Amore, Milano, Rusconi, 1984, IT\ICCU\UBO\0114930
- Il sogno e le sue voci, Milano, Rizzoli, 1986, ISBN 88-17-85382-8
- Mille e ancora mille, Milano, CDE, 1988, IT\ICCU\CAG\2051951
- Streghe, Milano, Rizzoli, 1989, ISBN 88-17-13759-6
- I nostri sette peccati, Milano, Rizzoli, 1990, ISBN 88-17-84057-2
- L'amore è..., Milano, Rizzoli, 1992, ISBN 88-17-84169-2
- Piaceri Felicità fortuna, Milano, Rizzoli, 1993, ISBN 88-17-84279-6
- Il nostro angelo custode, Milano, Rizzoli, 1995, ISBN 88-17-84440-3
- Senza cipria, Milano, Longanesi, 1997, IT\ICCU\RLZ\0223943
- Il posto delle fragole: la scelta di morire con dignità, Milano, Armenia Edizioni, 2002, ISBN 88-344-1356-3
- Anime perse: laceranti delitti in famiglia, Milano, Lampi di stampa Gruppo messaggerie, 2010, ISBN 978-88-488-0960-3